# Muzeum Kultury Filistynów
Muzeum Kultury Filistynów (המוזיאון לתרבות הפלשתים ע"ש קורין ממן - Corinne Mamane Museum of Philistine Culture) – muzeum archeologiczne w Aszdod, w Izraelu. Zajmuje się badaniem kultury Filistynów, żyjących niegdyś w rejonie miasta. Jest jedynym muzeum na świecie poświęcone kulturze Filistynów. Było to pierwsze muzeum, które otwarto w Aszdod w 1990 roku

## Galeria

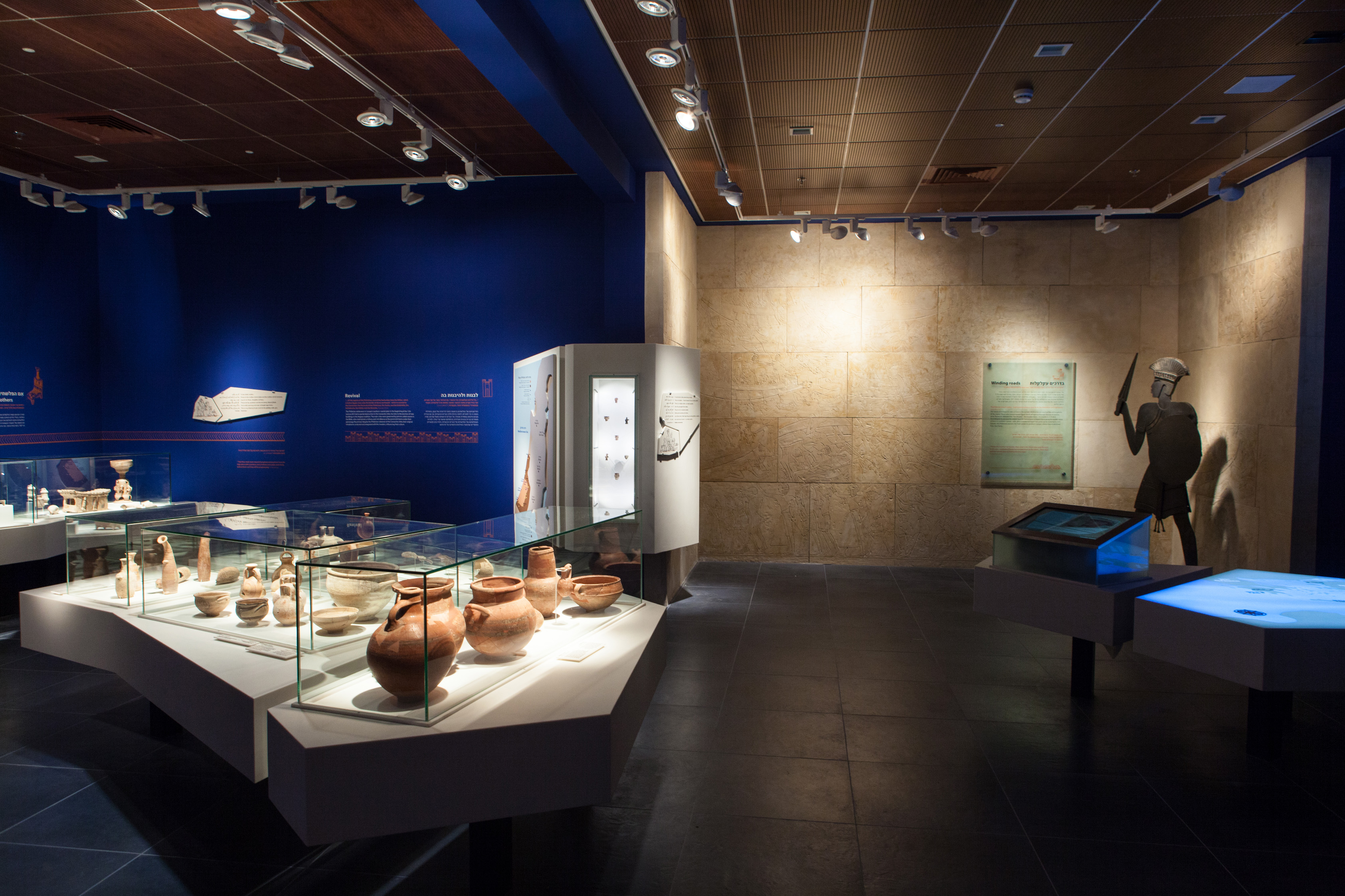
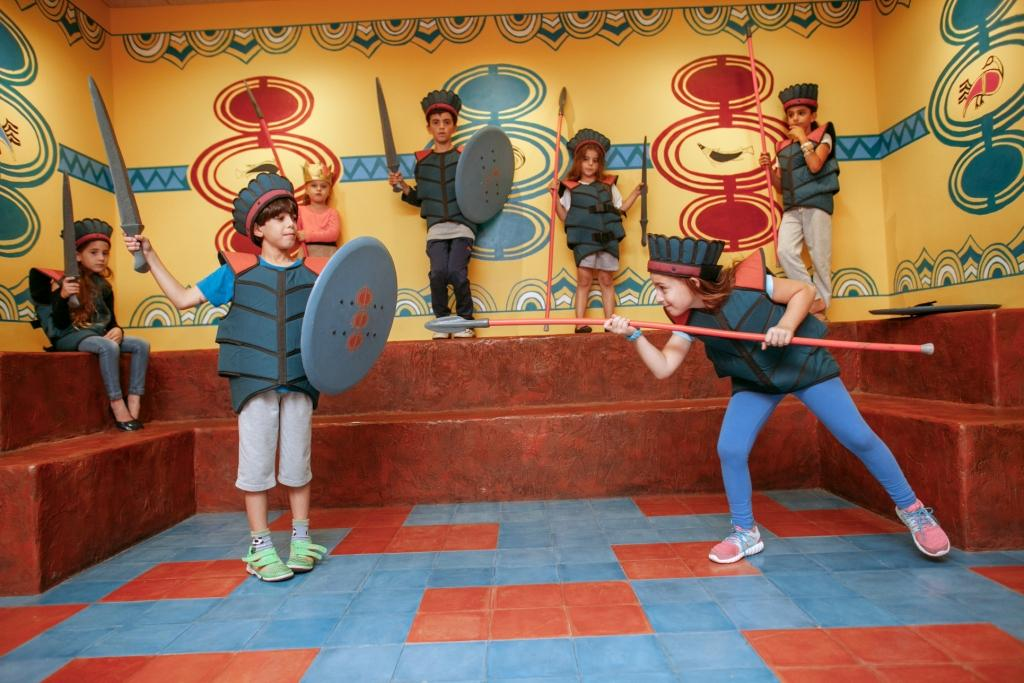